# Ласло Рафински
Ласло Рафински (Мишколц, 23. април 1905. — Клуж-Напока, 31. јул 1981) био је румунски фудбалер мађарске националности који је био члан румунског тима који је учествовао на ФИФА-ином светском првенству 1930. у Уругвају и ФИФА-ином светском купу у Француској 1938. године. Држи рекорд са највише постигнутих голова на мечу прве лиге Румуније у фудбалу, постигавши десет голова у мечу између Јувентуса Букурештија и Дакије из сезоне 1929–1930.

## Каријера

### Клупска каријера
Ласло Рафински започео је своју фудбалску каријеру 1924, играјући за Униреу, фудбалски клуб из Темишвара. 1925. Рафински се преселио у ФК Темишвар, а потом, 1927, у Чинезул из Темишвара, један од најбољих румунских клубова у то време. Међутим, нови клуб је ушао у финансијску кризу и први пут после седам година Чинезул је изгубио румунско првенство. На крају, Рафински напушта Чинезул 1929., потписујући уговор са Јувентусом из Букурешта. У сезони 1929–1930, Рафински је са Јувентусом освојио прву титулу шампиона. 1931. године враћа се у Темишвар играјући за још један симбол међуратног румунског фудбала, Рипенсију. Напушта Рипенсију 1933. године, након освајања још једне титуле првака Румуније, и одлази у Чехословачку, у СК Жиденице. Враћа се у Румунију после две године у Букурешт и игра за Рапид. Играо је до 1940. за Рапид, победивши три пута у румунском купу. 1939. ухапшен је, заједно са још тројицом играча Рапида због победе у финалу румунског Купа против Венуса из Букурешта. Ухапшени су по наредби Габријела Маринескуа, министра унутрашњих послова и префекта Букурешта, који је уједно био и председник Венуса. После огромног скандала који је покренула штампа, четворица играча су пуштена из затвора након неколико дана, а Габријел Маринеску је ухапшен и погубљен 1940. 1940. Рафински се повукао из играчке каријере.